# Nachal Lachisch
Der Nachal Lachisch (hebräisch נַחַל לָכִישׁ, arabisch وَادِي صقرير, DMG Wādī Ṣuqrīr, da meist wasserführend auch نهر صقرير, DMG Nahr Ṣuqrīr, zu einigen weiteren arabischen Namen, siehe den Abschnitt Namen des Flusses) ist ein nach starken oder länger anhaltenden Regenfällen vorübergehend Wasser führender levantinischer Fluss, dessen Verlauf größtenteils in Israel, dessen Quelle aber im Westjordanland liegt. Die Länge des Nachal Lachisch beträgt 72 Kilometer. Er entspringt im Hochland von Hebron und mündet in Aschdod ins Mittelmeer.

## Verlauf
Seinen Ursprung nimmt der Nachal Lachisch im Hochland von Hebron (Südteil des Judäischen Berglandes) im Gebiet Duras (das antike Adoraim), zehn Kilometer westlich Hebrons, in sechs tief eingeschnittenen Bachläufen. Sie vereinen sich südlich von Iḏnā (arabisch إذنا) zu einem Flusslauf kurz vor der Grünen Linie, die das Westjordanland von Israel trennt. Schon auf israelischem Territorium münden vier weitere Bäche ein, bevor der Flusslauf das Hochland von Hebron dann verlässt und den Chevel Lachisch durchfließt, eine Landschaft in der südlichen Schphela, das dem Hochland westlich vorgelagerte hügelige Mittelland Judäas.

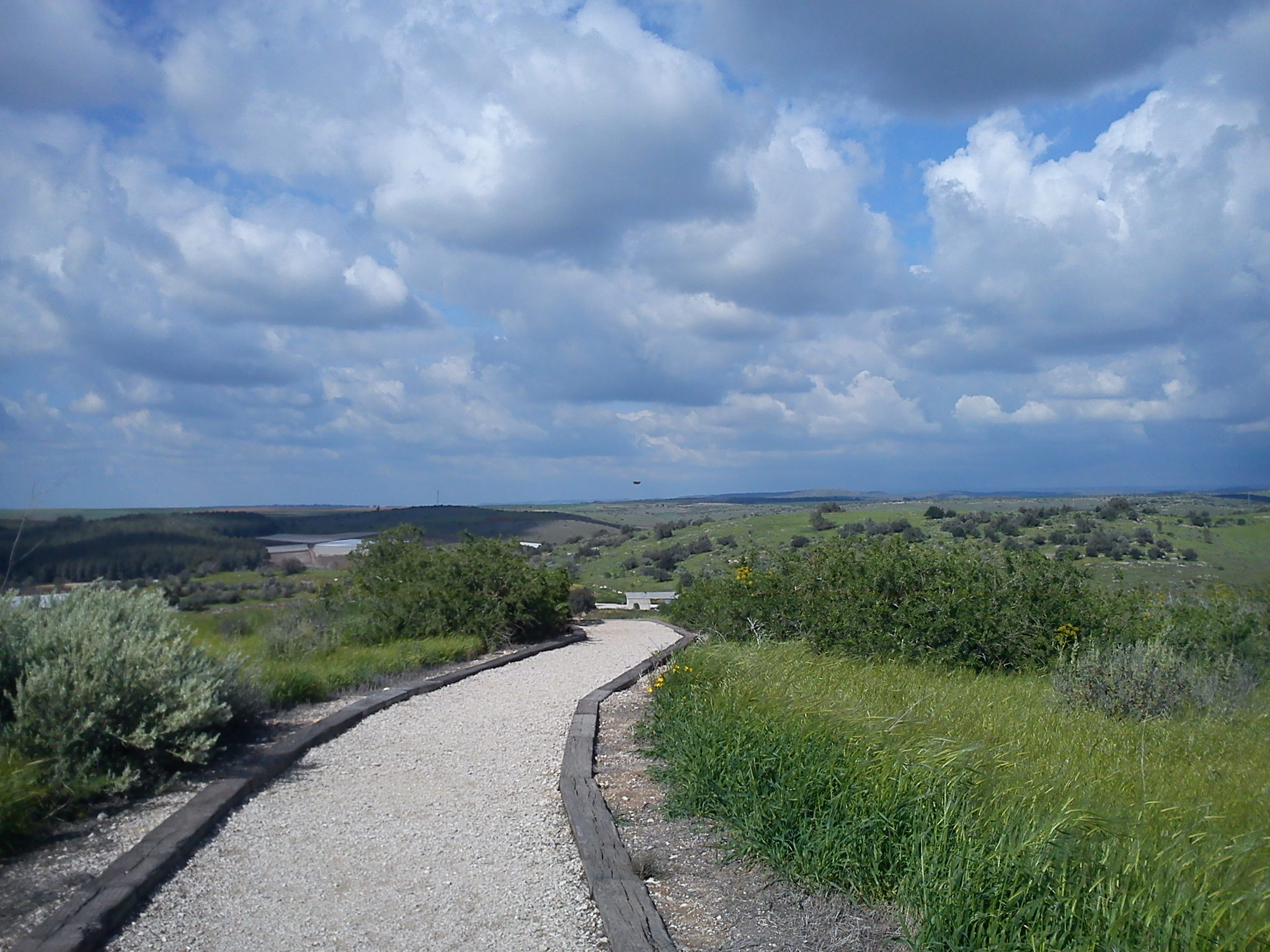
Blick vom Schvil Israel auf dem Tel Lachisch hinab ins Tal des Nachal Lachisch, 2011

Am Tel Lachisch vorbei (daher der Name) wendet sich der Nachal Lachisch nach Norden weiter durch die Schphela. Im daran westlich anschließenden Tiefland Philistäas (hebräisch מִישׁוֹר פְלֶשֶׁת Mīschōr Pleschet) passiert der Nachal Lachisch nördlich Qiryat Gats und setzt sich nach Nordwesten fort. Der hohe Grundwasserspiegel im Tiefland Philistäas sorgt für beständige Wasserzufuhr ins eigene Flussbett und aus vielen kleinen und mittleren Zuflüssen.
Mit wenig Gefälle mäandert der Nachal Lachisch zwischen dammartigen Erhebungen, kleinen Kämmen aus Kurkar (כּוּרְכָּר Kūrkar, arabisch كركار, DMG Kurkār; eine in Israels Küstenstreifen verbreitete Art kalkhaltigen Tuffs). Östlich vor den zu durchstoßenden Kurkar-Kämmen schufen Fließgewässer wie der Nachal Lachisch eine flache Landschaft. Viele kleine Bäche, wie etwa östlich Aschdods, durchbrachen vielorts die Kurkar-Kämme und verwandelten sie so in lauter getrennte Hügelchen. Kurz vor Aschdod drängen an den Karkur-Kämmen die Nebenflüsse Nachal haʾElah, der im Oberlauf durch das Tal Elah fließt, und Nachal Guvrin und münden in den Unterlauf des Nachal Lachisch.
Kurz darauf überspannt im Verlauf der historischen Handelsroute und Heerstraße Via Maris dann der mamlukische Gescher ʿAd Halom als ein einzelnes Brückenbauwerk mit drei Bögen die im Nachal Lachisch vereinten Wässer, weshalb diese historische Landstraße hier der Küste besonders nahekommt. Der Mündungslauf des Nachal Lachisch führt im Bereich der Stadt Aschdod entsprechend über längere Zeit im Jahr Wasser.
Wo der vereinte Strom auf haDjunah haGdolah (הדְּיוּנָה הגְּדוֹלָה ‚die Große Düne‘) am Mittelmeer trifft, hier heute von Vierteln Aschdods überbaut, schwenkt der Nachal Lachisch noch einmal nach Norden, bevor er schlagartig nach Westen Richtung Mündung wechselt, wo er sich südlich des Hafen Aschdods ins Mittelmeer ergießt. Das Dorf ʿArab Ṣuqrir am Nordufer des Mündungslaufs wich 1961 bis 1966 dem Bau des Hafens.
In der Vergangenheit verursachte der Einlauf ungereinigter Abwässer aus den Anliegergemeinden und umliegenden Gewerben starke Verschmutzung im Unterlauf des Nachal Lachisch. Im Jahr 1992 trat der Nachal Lachisch über die Ufer und überschwemmte Viertel im Norden Aschdods, wodurch belastetes Wasser in Wohngebiete eindrang.:143 Daraufhin beschloss der Jüdische Nationalfonds, den Fluss zu sanieren. Er ließ den Bachlauf reinigen, während die vorher eingeleiteten Abwässer bis 2009 über den Anschluss der Verschmutzer an die Kanalisation ins Klärwerk geleitet wurden. Im Jahre 2015 erreichte der Nachal Lachisch beste Wasserqualität, er gehört laut Wassertests des Ministeriums für Umweltschutz zu den drei saubersten Flüssen Israels.:143 Im Jahre 2018 ließ die Stadt Aschdod den Regionalverband Beʾer Tuvja durch Gericht abmahnen, weiterhin verschmutztes Wasser aus dem Timmorim-Reservoir (מַאֲגַר תִּמּוֹרִים) im Gebiet des Regionalverbands in den Nachal Lachisch einzuleiten.

## Namen des Flusses

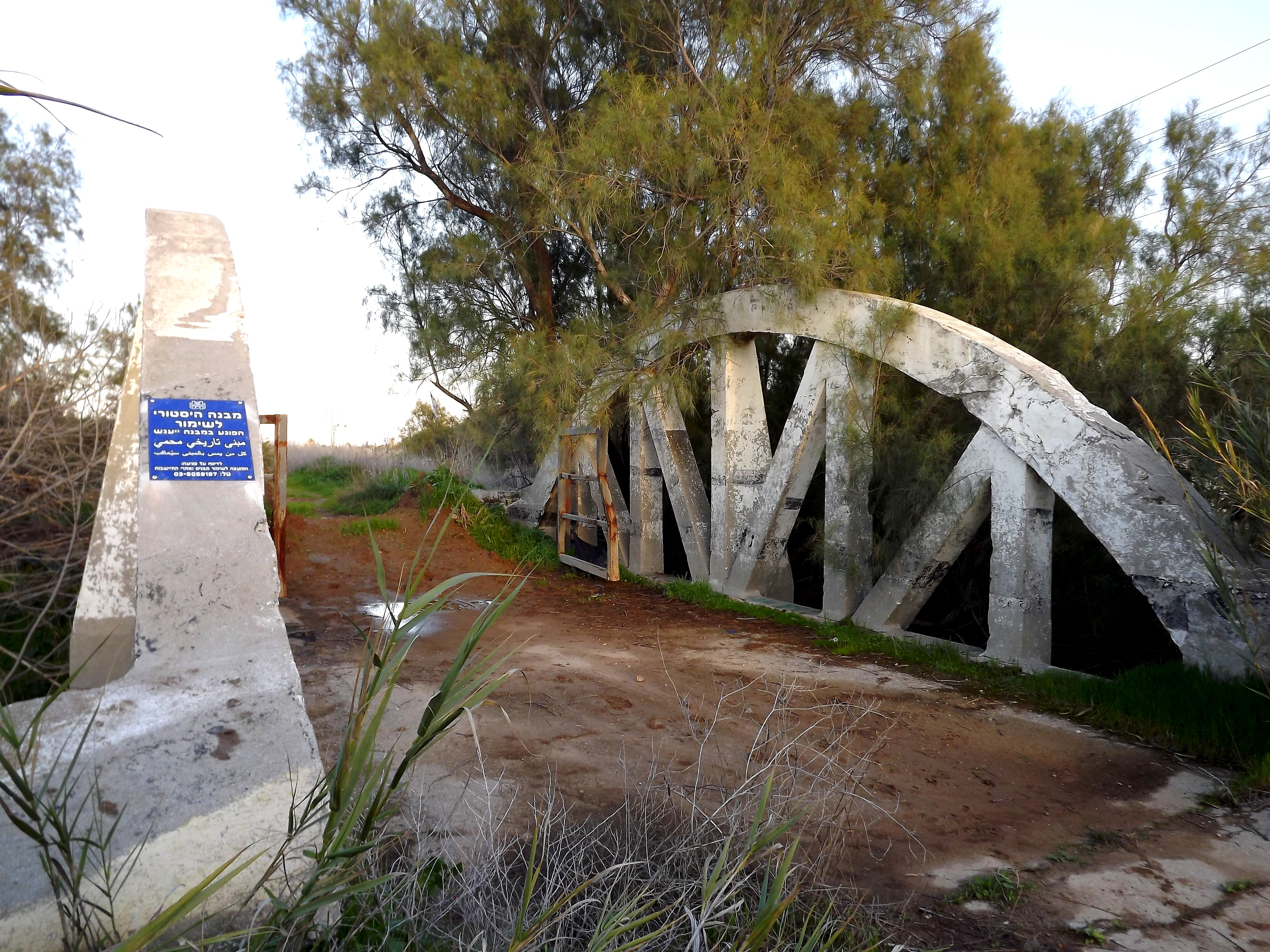
Den Gescher haQschatot über den Nachal Lachisch in Merkaz Schapira schuf der Ingenieur Seʾev Pariser 1933 bei Ausbau der Fernstraße Ġazzah–Jerusalem (heute Haupt-Landesstraße), 2000

Da der Fluss an Lachisch vorbeifließt, heißt er auf Hebräisch Nachal Lachisch (Bach/Wadi Lachischs). Auf Arabisch ist der Name des Mündungslaufs Wādī Ṣuqrīr bzw. Nahr Ṣuqrīr,:32 der vom dort am Nordufer einst gelegenen Dorf ʿArab Ṣuqrir (arabisch عرب صقرير, DMG ʿArab Ṣuqrīr) herrührt, für Nichtanrainer ohne Kenntnis der Namenstraditionen für lokale Flussabschnitte, am gebräuchlichsten. Bei Gewässern bietet das Arabische eine Vielfalt an Hydronymen für einzelne Abschnitte von Flussläufen, weil bis in die 1920er Jahre in der verkehrsmäßig isolierten Lebenswelt vieler arabischsprachiger Einwohner sich kleinräumiger Sprachgebrauch gut halten konnte.
So überliefern britische Landkarten den Namen Wadi (Abu) Fachira (وَادِي [ابو] فاخرة, DMG Wādī [Abū] Fāḫira) für den Fluss im Bereich der Brücke Gescher ʿAd Halom zwischen Einmündung des Nachal haʾElah bis zur letzten Biegung, hinter welcher der Mündungslauf Wādī Ṣuqrīr beginnt. Oberhalb der Einmündung des Nachal haʾElah verzeichnet die britische Landesaufnahme dann den Namen Wadi al-Dschurf (وَادِي الجرف). Im Bereich des östlichen Tieflands Philistäas (hebräisch מִישׁוֹר פְלֶשֶׁת Mīschōr Pleschet, kurz auch Philistäa, פְלֶשֶׁת Pleschet, englisch Philistia, genannt, wo einst die Philister lebten) lautet der arabische Flussname Wadi Ġuwayt (وادي الغويت), weiter flussaufwärts in der Schphela dann Wadi Ġufr (وادي غفر). Eine weitere Bezeichnung im oberen Verlauf ist auch Wadi Kabiba.